# سعيد محمد الشيباني
سعيد محمد الشيباني ويعرف أكثر باسم سعيد الشيباني، هو اقتصادي وشاعر وناقد يمني. ولد عام 1939 في قرية عرش في محافظة تعز. عاش طفولته راعياً للغنم حارساً للحقول في قريته. ثم انتقل إلى عدن ودرس الابتدائية والاعدادية فيها. ودرس الثانوية في القاهرة. حصل على بكلاريوس تجارة من جامعة القاهرة، ودبلومين إدارة عامة من وزارة الخارجية الفرنسية في القاهرة، والماجستير والدكتوراة في الاقتصاد السياسي واقتصاد التنمية من جامعة السوربون في باريس. شغل عدداً من المراكز الإدارية في البنوك اليمنية. ومع أنه اقتصادي الفكر والممارسة والتأهيل العلمي، إلا أنه اشتهر كشاعر أكثر من اقتصادي، وذلك لكثرة مشاركاته الشعرية. وهو عضو اتحاد الأدباء والكتاب اليمنيين، وقد أبدع في كتابة القصيدة العامية الغنائية.

## أشهر الأغاني
أثرى الشاعر الدكتور سعيد الشيباني المكتبة الغنائية اليمنية بعدد من الأعمال أهمها
- يا نجم يا سامر - محمد مرشد ناجي 1961 [2]
- بالله عليك يا طير يا رمادي - محمد مرشد ناجي [3]
- ريح الشروق - فرسان خليفة [4]
- من العدين - أحمد بن أحمد قاسم[5]
- حنت رعود - فرسان خليفة [6]
- اليوم يا الله - أحمد بن أحمد قاسم [3]
- جبل صبر كم عليك قضايا - محمد مرشد ناجي
- من حقول البن - أحمد بن أحمد قاسم [3]
- جاء الشباب - فايزة أحمد